# آلتان اوراگ
آلتان اوراگ (مغولی: Алтан Ураг؛ انگلیسی: Altan Urag؛ ‏‎/ˈɑːltən ˈjʊəræɡ, ˈæl-/‎؛ ‏ مغولی: Алтан Ураг؛ ‏ [ˈaɬtʰəɴ ˈʊɾəq]؛ ‏ ت.ت. «دودمان زرین») یک گروه موسیقی فولک راک در کشور مغولستان است. سبک موسیقی این گروه که در سال ۲۰۰۲ تشکیل شد، ترکیبی از موسیقی سنتی مغولی و تأثیرات معاصر است. آلتان اوراگ از پیشگامان موسیقی فولک راک مغولی محسوب می‌شوند.
از فیلم‌ها یا مجموعه‌های تلویزیونی که موسیقی آلتان اوراگ در آن‌ها به‌کار رفته، می‌توان به مغول و مارکو پولو اشاره نمود.